# 51829 Віллімаккул
51829 Віллімаккул (51829 Williemccool) — астероїд головного поясу, відкритий 21 липня 2001 року.
Тіссеранів параметр щодо Юпітера — 3,594.
Названо на честь Вільяма Камерона МакКула (англ. William Cameron McCool; 1961 — 2003) американського астронавта, що здійснив єдиний політ в січні-лютому 2003 р. на шаттлі Колумбія. Загинув 1 лютого 2003 при поверненні на Землю.